# Brother Industries
Brother Industries, Ltd.  (ブラザー工業株式会社 Burazā Kōgyō) (TYO: 6448
) er en japansk multinational producent af elektronik og elektrisk udstyr. Virksomheden har hovedkvarter i Nagoya, Aichi-præfekturet. Brothers produkter inkluderer printere, multifunktionsmaskiner, computere, symaskiner, maskinværktøj og anden elektronik.
Brother's historie begyndte i 1908 under navnet Yasui Sewing Machine Co i Nagoya.